# Demis Alemán
Demis Nahuel Alemán (* 6. Juni 1987) ist ein ehemaliger argentinischer Radrennfahrer.
Alemán wurde 2004 argentinischer Meister im Straßenrennen der Juniorenklasse.
Von 2010 bis zum Ende der Saison 2016 fuhr er für verschiedene UCI Continental Teams. Seine bedeutendste Karriereplatzierung erzielte er 2013 als Siebter des Eintagesrennens Tour de Delta, wodurch er sich auch in der Gesamtwertung der UCI America Tour 2013 platzierte.

## Erfolge
2004
- Argentinischer Meister – Straßenrennen (Junioren)